# Хопарта (Алба)
Хопарта (рум. Hopârta) насеље је у Румунији у округу Алба у општини Хопарта. Oпштина се налази на надморској висини од 321 m.

## Становништво
Према подацима из 2011. године у насељу је живело 407 становника.